# Gary Florimont
Gary Florimont, né le 16 juin 1987 à Saint-Claude, en Guadeloupe, est un joueur français de basket-ball. Il évolue au poste de pivot.

## Biographie
En septembre 2019, il reprend des études en management au sein de l'EM-Lyon.
Au mois de mai 2020, il s'engage avec Orléans pour la saison 2020-2021 de Jeep Élite.
Le 29 mai 2021, blessé à l'épaule et indisponible pour la fin de saison, il s'engage avec Metz pour la saison 2021-2022 en Nationale 2.

## Clubs Successifs
- 2005 - 2007 :  Cholet Basket (Pro A)
- 2007 - 2009 :  Poitiers Basket 86 (Pro B)
- 2009 - 2010 :  Hermine de Nantes (Pro B)
- 2010 - 2011 :  Etoile de Charleville-Mézières (Pro B)
- 2011 - 2013 :  ALM Évreux (Pro B)
- 2013 - 2014 :  SPO Rouen (Pro B)
- 2014 - 2016 :  Champagne Châlons-Reims (Pro A)
- 2016 - 2018 :  SLUC Nancy (Pro A puis Pro B)
- 2018 - 2020 :  Paris Basketball (Pro B)
- 2020 - 2021 :  Orléans LB (Élite)
- 2021 - 2023:  Metz BC (NM2)

## Palmarès
- Champion de France Pro B 2009 avec Poitiers.